# Estación de ferrocarril de Karagandá
La Estación de Karagandá (en kazajo: Қарағанды темір жол вокзалы, en ruso: Караганда Станция) es la principal estación de ferrocarril de Karagandá, Kazajistán. La estación fue inaugurada en 1956 durante la época soviética y es una de las estaciones ferroviarias más importantes del centro del país y sirve anualmente a un promedio de 1,5 millones de pasajeros.

## Historia
Karagandá se convirtió en un importante cruce ferroviario en 1950, cuando se conectaron el Transiberiano y el Turksib. Entonces surgió la necesidad de construir una moderna estación de ferrocarril. Al mismo tiempo, comenzó el desarrollo de tierras vírgenes, lo que requirió el desarrollo de infraestructura de transporte y ferrocarril de pasajeros.

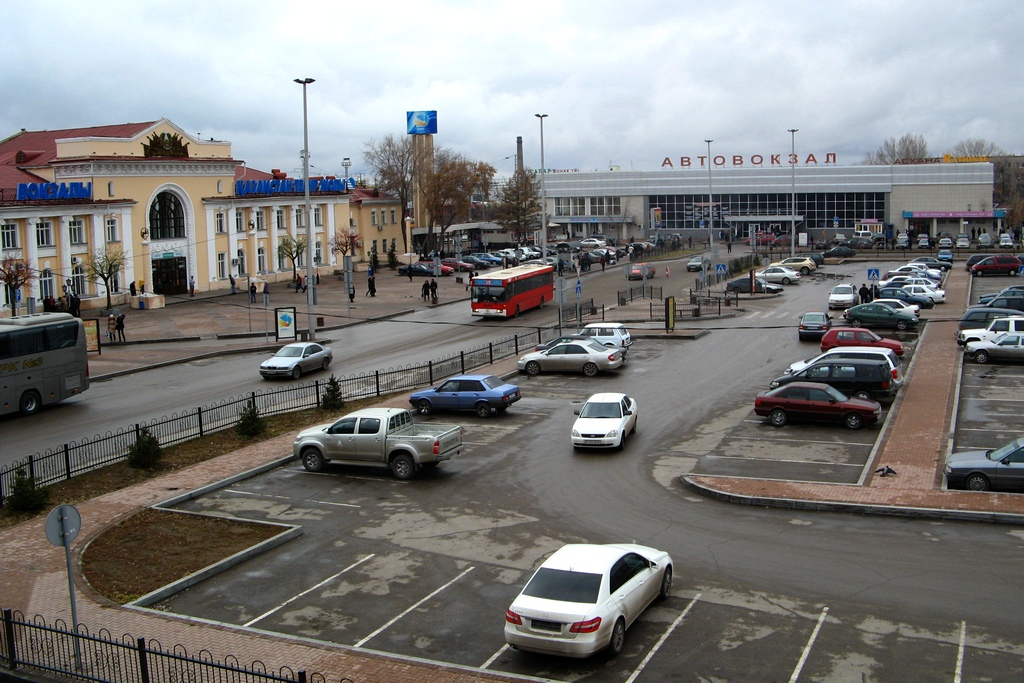
Estación de ferrocarril (izquierda) y estación de autobuses (al fondo) en Karagandá.

La estación de ferrocarril de Karagandá fue construida en 1956 y el diseño del edificio fue desarrollado por el Instituto Lengiprotrans. Los autores del proyecto fueron P. Ashastin y M. Beniolinson. El vestíbulo y las salas de espera están decoradas con bajorrelieves del escultor local Petr Antonenko. El área total de la estación de ferrocarril es de 2400 metros cuadrados.
La estación consta de dos salones para pasajeros y una habitación para madres e hijos, puntos de contacto e intercambios telefónicos, un servicio de asistencia y puntos de venta de billetes de tren. En 1969, se construyó una estación de autobuses cerca de la estación de ferrocarril y, por lo tanto, se formó un gran centro de transporte urbano.
En 2018, comenzó la reconstrucción de la terminal ferroviaria de pasajeros con un nuevo edificio de dos pisos para el servicio de pasajeros, mientras que el área del complejo casi se duplicarán. El siguiente paso debería ser la reconstrucción de un edificio histórico con la preservación de elementos arquitectónicos de los años 50 del siglo XX. Está previsto que el nuevo edificio se construya con el mismo estilo arquitectónico que el histórico.
El 26 de marzo de 2019, el edificio de la estación de ferrocarril se cerró temporalmente para la reconstrucción. Durante este período, los pasajeros serán atendidos en el edificio de la estación de autobuses y en las plataformas.